# Hrabstwo Morgan (Tennessee)
Hrabstwo Morgan (ang. Morgan County) – hrabstwo w stanie Tennessee w Stanach Zjednoczonych. Obszar całkowity hrabstwa obejmuje powierzchnię 522,40 mil² (1353,01 km²). Według szacunków United States Census Bureau w roku 2009 miało 18 738 mieszkańców.
Hrabstwo powstało w 1817 roku. 
Hrabstwo należy do nielicznych hrabstw w Stanach Zjednoczonych należących do tzw. dry county, czyli hrabstw gdzie decyzją lokalnych władz obowiązuje całkowita prohibicja.

## Miasta
- Oakdale
- Sunbright
- Wartburg[6]

## CDP
- Coalfield
- Petros[6]

| Populacja hrabstwa w poprzednich latach | Populacja hrabstwa w poprzednich latach |
| Rok                                     | Liczba ludności                         |
| --------------------------------------- | --------------------------------------- |
| 1980                                    | 16 829                                  |
| 1990                                    | 17 300                                  |
| 2000                                    | 19 757                                  |
| 2005                                    | 20 157                                  |